# Hypsiboas fasciatus
Hypsiboas fasciatus är en groddjursart som först beskrevs av Günther 1858.  Hypsiboas fasciatus ingår i släktet Hypsiboas och familjen lövgrodor. IUCN kategoriserar arten globalt som livskraftig. Inga underarter finns listade i Catalogue of Life.